# Nilblau
Nilblau, oft auch als Nilblau A (meist nur das Hydrogensulfat) bezeichnet, ist ein fluoreszierender Phenoxazin-Farbstoff.
Als Indikatorfarbstoff zeigt Nilblau im sauren Milieu eine blaue Farbe und ist im Alkalischen rot.
Durch Kochen einer Lösung von Nilblau mit Schwefelsäure entsteht der Farbstoff Nilrot.

## Eigenschaften

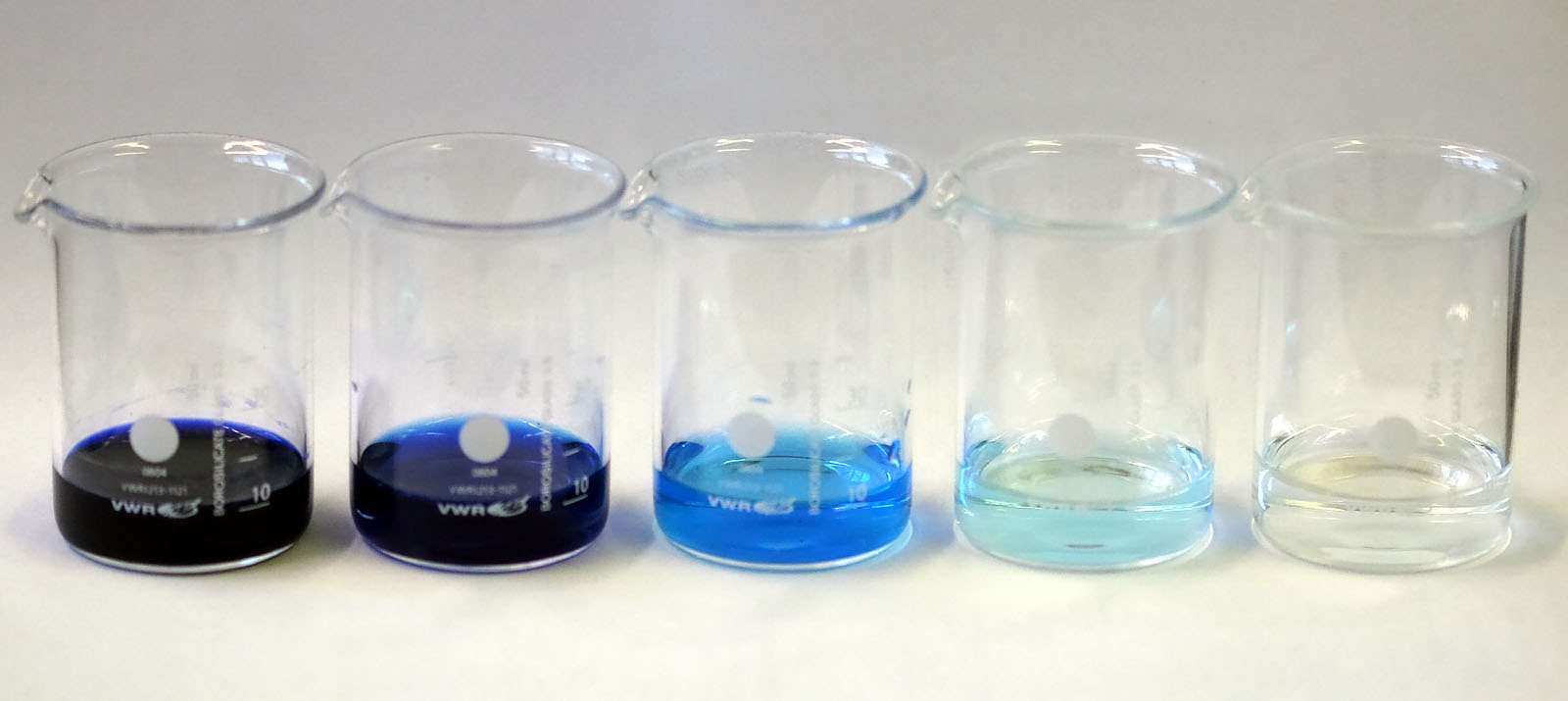
Nilblauhydrochlorid in Wasser in unterschiedlicher Konzentration.
V. l. n. r.: 1000 ppm, 100 ppm, 10 ppm, 1 ppm, 100 ppb.

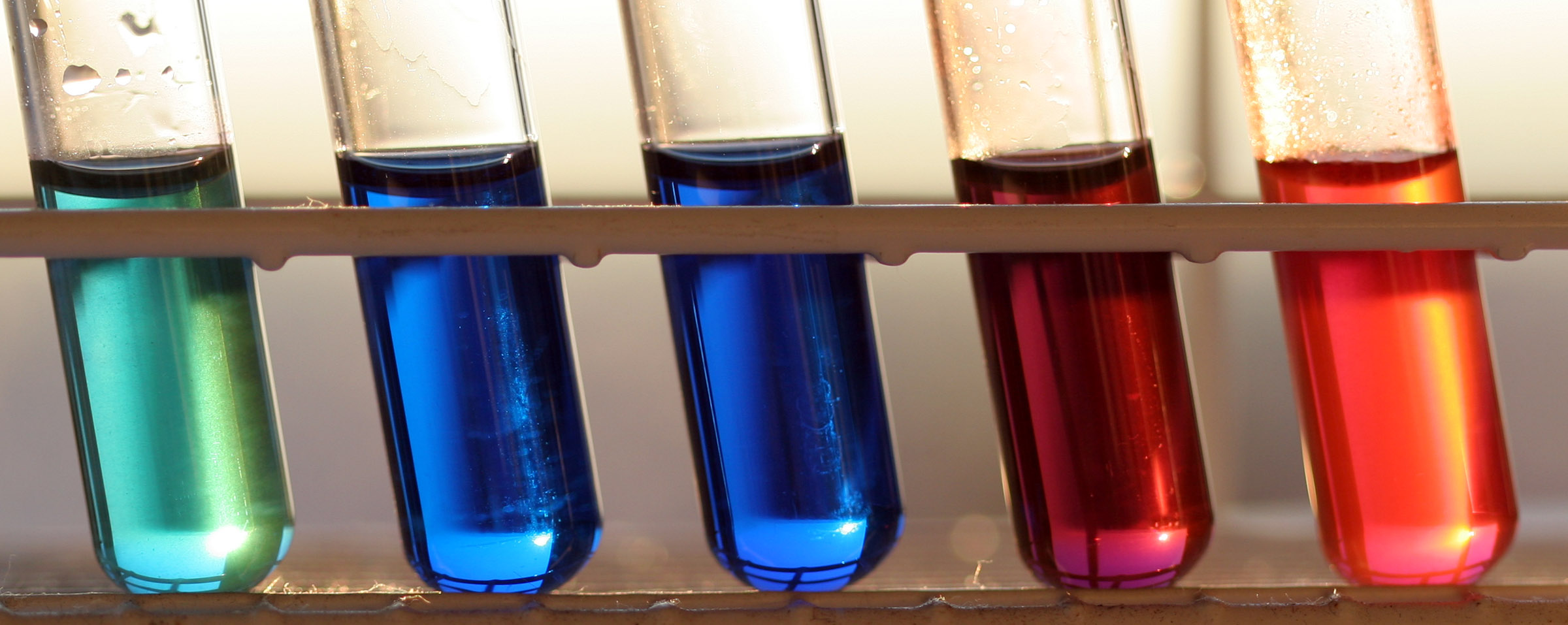
Nilblau in Wasser bei verschiedenen pH-Werten.
V. l. n. r.: pH 0, pH 4, pH 7, pH 10, pH 14.

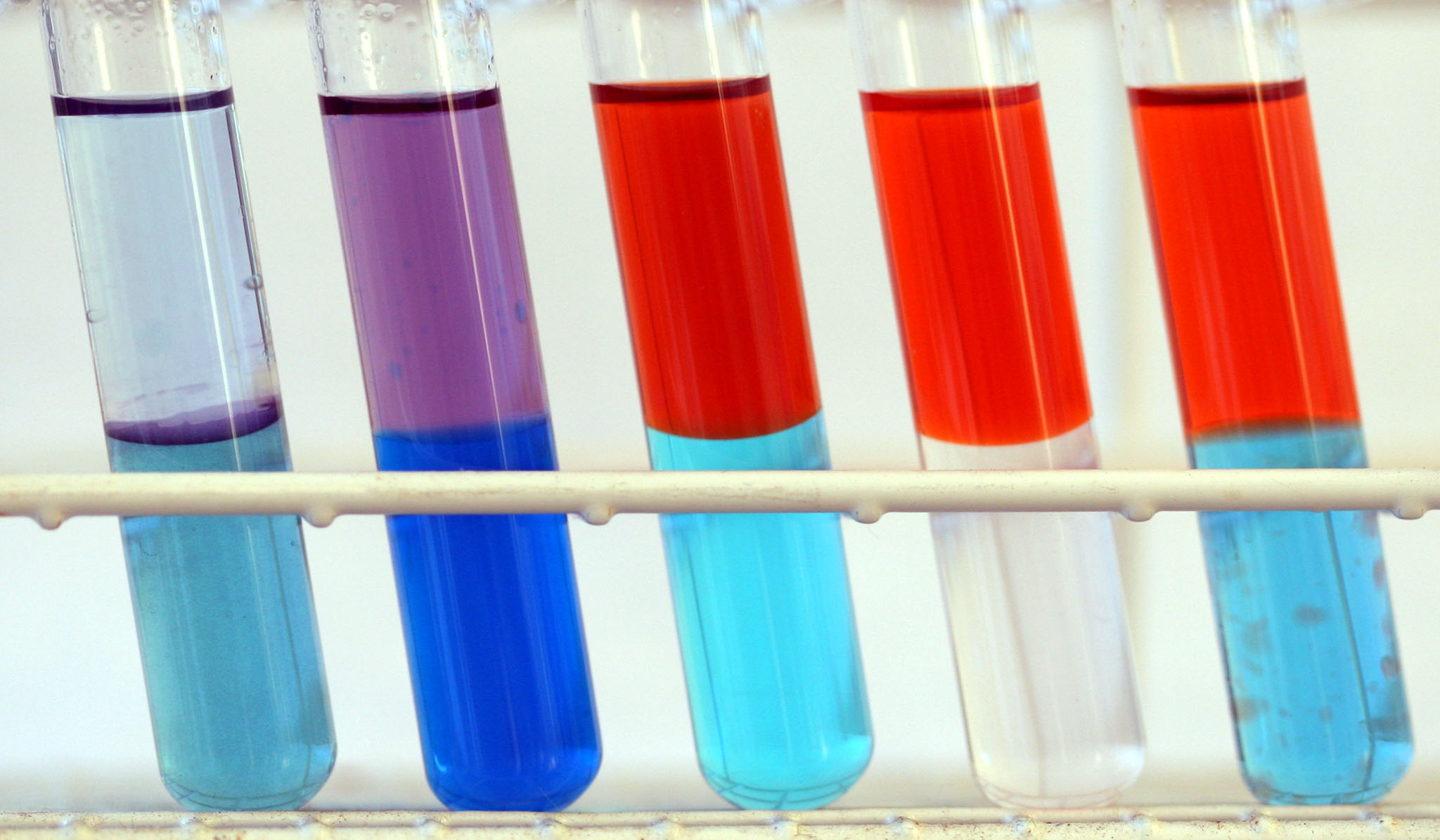
Nilblau in Wasser (untere Phase) und Ethylacetat (obere Phase) bei Tageslicht.
V. l. n. r.: pH 0, pH 4, pH 7, pH 10, pH 14

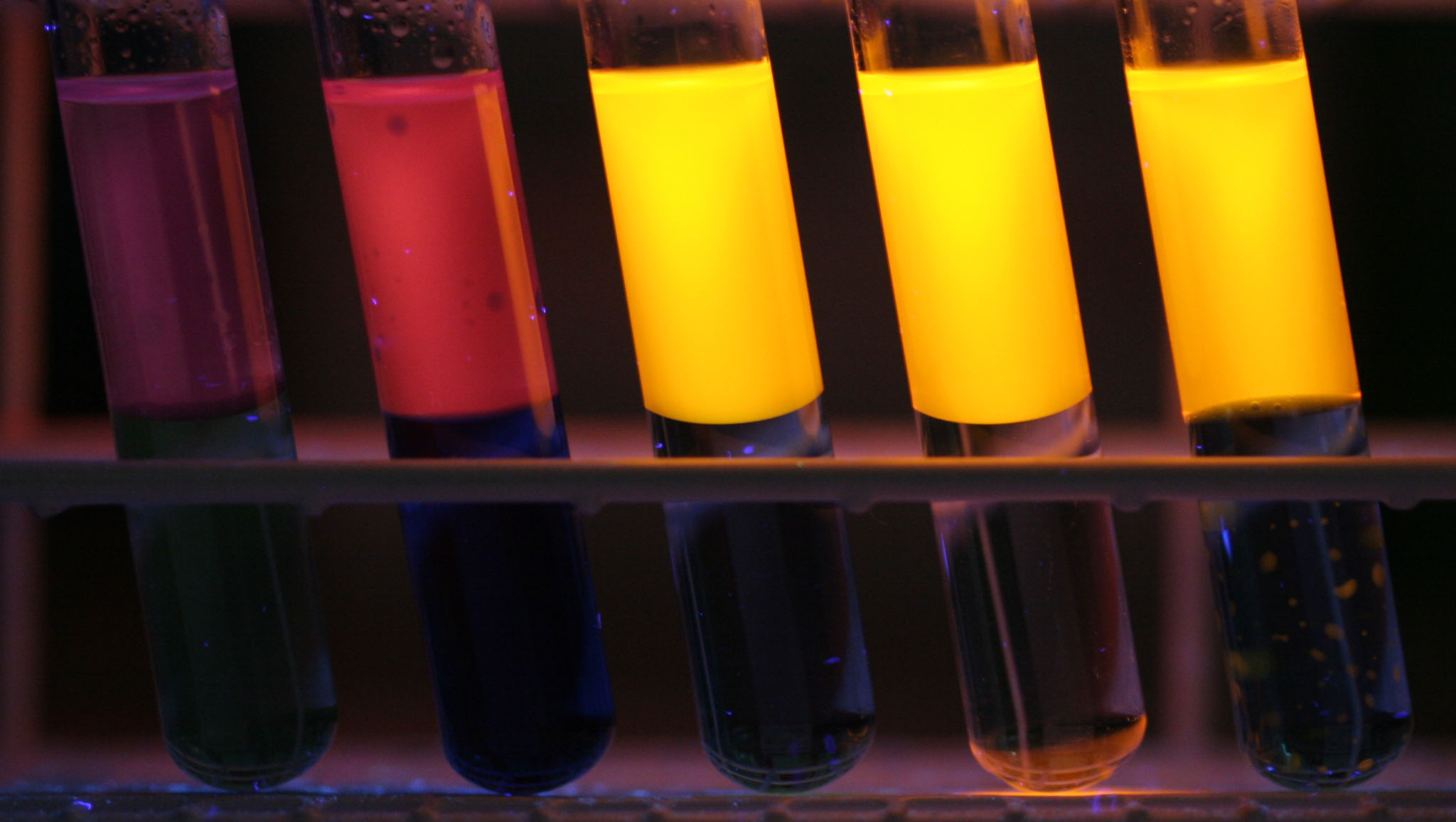
Nilblau in Wasser (untere Phase) und Ethylacetat (obere Phase) im UV-Licht (366 nm).
V. l. n. r.: pH 0, pH 4, pH 7, pH 10, pH 14

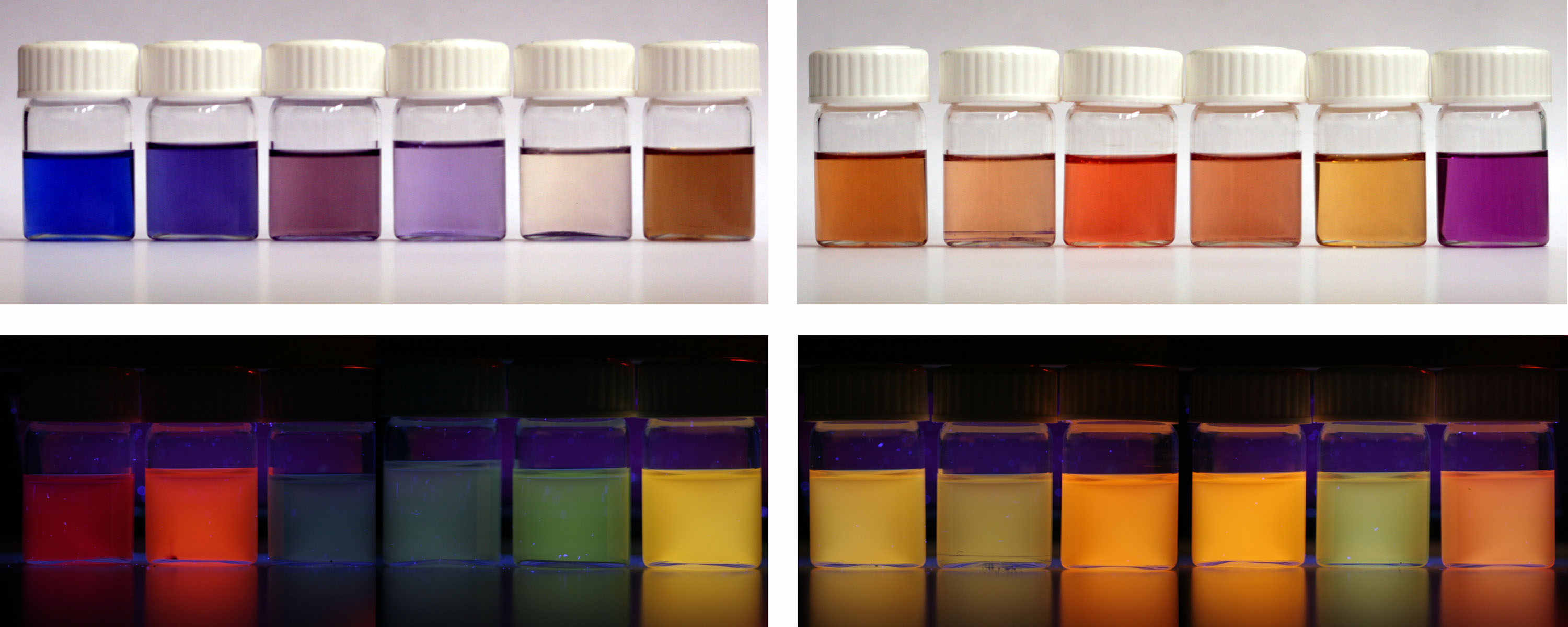
Nilblau (freie Base) bei Tageslicht (obere Reihe) und UV-Licht (366 nm, untere Reihe) in verschiedenen Lösungsmitteln.
V. l. n. r.: 1. Methanol, 2. Ethanol, 3. tert-Butylmethylether, 4. Cyclohexan, 5. n-Hexan, 6. Aceton, 7. Tetrahydrofuran, 8. Ethylacetat, 9. Dimethylformamid, 10. Acetonitril, 11. Toluol, 12. Chloroform

Nilblau ist ein Fluoreszenzfarbstoff. Die Fluoreszenz zeigt besonders in apolaren Lösungsmitteln eine hohe Quantenausbeute:
Die Absorption und Emissionsmaxima von Nilblau sind stark abhängig vom pH-Wert und dem verwendeten Lösungsmittel (Solvatochromie).
| Lösungsmittel     | Lösungsmittel    | Absorption λmax (nm) | Emission λmax (nm) |
| ----------------- | ---------------- | -------------------- | ------------------ |
| Toluol            | Toluol           | 493                  | 574                |
| Aceton            | Aceton           | 499                  | 596                |
| Dimethylformamid  | Dimethylformamid | 504                  | 598                |
| Chloroform        | Chloroform       | 624                  | 647                |
| 1-Butanol         | 1-Butanol        | 627                  | 664                |
| 2-Propanol        | 2-Propanol       | 627                  | 665                |
| Ethanol           | Ethanol          | 628                  | 667                |
| Methanol          | Methanol         | 626                  | 668                |
| Wasser            | Wasser           | 635                  | 674                |
| 0,1 N Salzsäure   | (pH = 01,0)      | 457                  | 556                |
| 0,1 N Natronlauge | (pH = 13,0)      | 522                  | 668                |
| Ammoniakwasser    | (pH = 11,0)      | 524                  | 668                |

Die Fluoreszenzdauer von Nilblau wurde in Ethanol mit 1,42 ns bestimmt. Dies ist kürzer als der entsprechende Wert von Nilrot mit 3,65 ns. Die Fluoreszenzdauer ist relativ invariant gegenüber Verdünnungen im Bereich von 10−3 – 10−8 mol·dm−3.

## Die Nilblau-Färbung
Nilblau wird zur histologischen Anfärbung biologischer Präparate verwendet. Dabei gelingt die Unterscheidung zwischen neutralen Lipiden (Triglyceride, Cholesterinester, Steroide), die rosa angefärbt werden, und sauren (Fettsäuren, Chromolipide, Phospholipide), die blau angefärbt werden.
Die Nilblau-Färbung nach Kleeberg benötigt folgende Chemikalien:
- Nilblau A
- 1%ige Essigsäure
- Glycerin bzw. Glyceringelatine

### Der Arbeitsablauf
Das Präparat wird in Formol fixiert. Daraus werden Gefrierschnitte oder Zupfpräparate hergestellt. Anschließend werden sie für 20 Minuten in die Nilblau-Lösung getaucht und danach mit Wasser abgespült. Zur besseren Differenzierung wird in 1%ige Essigsäure für 10–20 Minuten eingetaucht, bis die Farbtöne rein sind. Dies kann u. U. schon nach 1–2 Minuten der Fall sein. Dann wird in mehrfach gewechseltem Wasser gründlich gewässert (ein bis zwei Stunden). Danach kann das angefärbte Präparat auf einen Objektträger gezogen und der Wasserüberschuss abgesaugt werden. Der Einschluss des Präparates kann in Glycerin oder lauwarmer Glyceringelatine erfolgen.

### Das Ergebnis
Ungesättigte Glyceride sind rosa, Kerne und Elastica dunkelblau, Fettsäuren und zahlreiche Fettsubstanzen und Fettgemische blau bis violett gefärbt.

#### Beispiel: Nachweis von Poly-β-hydroxybutyrat-Granula (PHB)
Die PHB-Granula in den Zellen von Pseudomonas solanacearum können durch Anfärbung mit Nilblau A sichtbar gemacht werden. Die PHB-Granula der gefärbten Ausstriche zeigen unter einem Epifluoreszenzmikroskop bei 450 nm Anregungswellenlänge unter Ölimmersion, bei 1000-facher Vergrößerung eine kräftige orangefarbene Fluoreszenz.

## Nilblau in der Onkologie
Derivate des Nilblau sind potentielle Photosensibilisatoren in der photodynamischen Therapie (PDT) von malignen Tumoren. Diese Farbstoffe werden durch Farbstoffaggregation in den Tumorzellen, speziell in den Lipidmembranen und/oder sequestriert in den subzellularen Organellen, stark angereichert.
Mit dem Nilblau-Derivat N-Ethyl-Nilblau (EtNBA) konnte in Tierversuchen zwischen normalem und prämalignem Gewebe mittels Fluoreszenzbildgebung beziehungsweise Fluoreszenzspektroskopie unterschieden werden. EtNBA zeigt dabei keine phototoxischen Effekte.

## Herstellung
Nilblau und verwandte Napthoxaziniumfarbstoffe können auf verschiedenen Wegen hergestellt werden.
- Säurekatalysierte Kondensation von 5-(Dialkylamino)-2-nitrosophenolen mit 1-Naphthylamin
- 3-(Dialkylamino)phenolen mit N-alkylierten 4-Nitroso-1-naphthylaminen
- N,N-Dialkyl-1,4-phenylenediaminen mit 4-(Dialkylamino)-1,2-naphthoquinonen

Alternativ kann das Produkt einer säurekatalysierten Kondensation von 4-Nitroso-N,N-dialkylanilin mit 2-Naphthol in Gegenwart von Aminen oxidiert werden und so ein zweiter Aminsubstituent in 5-Position eingeführt werden. Das folgende Formelschema zeigt die erste Synthesemöglichkeit